# لیوبوف کوزیروا (اسکی‌باز)
لیوبوف کوزیروا (روسی: Любо́вь Влади́мировна Ко́зырева؛ ۲۷ اوت ۱۹۲۹ – ۲۲ ژوئن ۲۰۱۵) اسکی‌باز صحرانوردی اهل اتحاد جماهیر شوروی سوسیالیستی بود.
وی همچنین برندهٔ جوایزی همچون نشان لنین شده‌است.